# جوزيف بيبودي
جوزيف بيبودي (بالإنجليزية: Joseph Peabody)‏ هو شخصية أعمال أمريكي، ولد في 9 ديسمبر 1757 في ميدلتون في الولايات المتحدة، وتوفي في 5 يناير 1844 في سالم في الولايات المتحدة.